# Neue Universität (Würzburg)

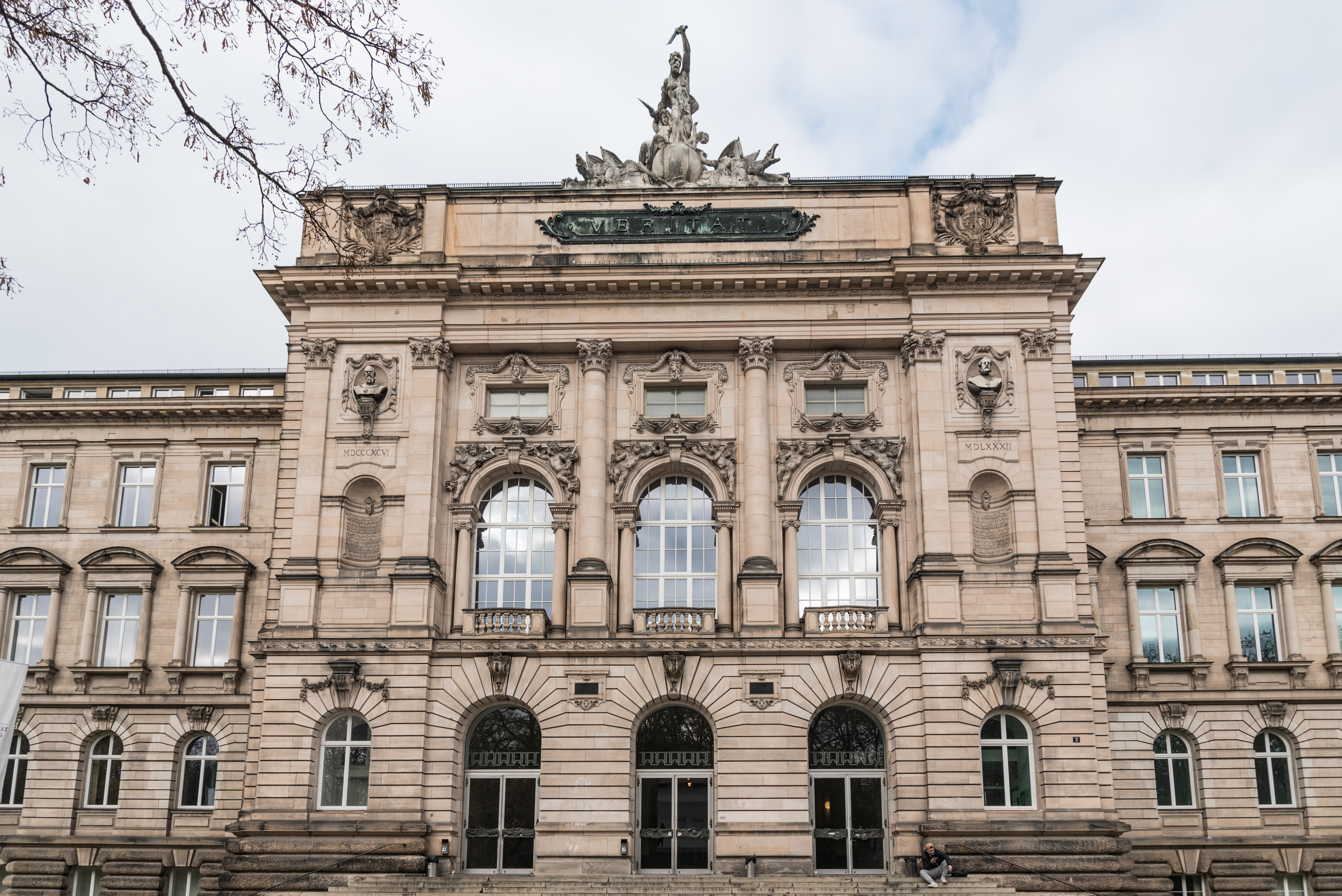
Neue Universität am Sanderring

Neue Universität (auch Sanderuni genannt) ist in Würzburg die Bezeichnung für das 1896 eingeweihte Hauptgebäude der Julius-Maximilians-Universität. Es liegt am Sanderring 2 im Stadtteil Sanderau und beherbergt heute hauptsächlich die Wirtschaftswissenschaftliche Fakultät und die Universitätsleitung.

## Geschichte

### Bau
Die Gebäude der Alten Universität mit der Neubaukirche in der Neubaustraße und die am Röntgenring gegründeten Institute waren wegen der stark steigenden Studentenzahlen im 19. Jahrhundert überlastet. Der Baugrund wurde nach vielen Abwägungen politischer und infrastruktureller Art 1876 gewählt, das Projekt geriet jedoch in Vergessenheit. 
Der Universitätsprofessor Georg von Schanz stellte 1885 einen erneuten Antrag für ein neues Gebäude an das königliche Staatsministerium. Ursprünglich sollte die Neue Universität die Bibliothek beherbergen, da es pietätlos erschien, die Verwaltung aus den Räumlichkeiten der Alten Universität zu verlegen. Schanz widersprach dem und plädierte in der Senatssitzung vom 9. März 1885 für luftige Zimmer für Studenten anstatt für Bücher. In der Alten Universität fehle es an Hörsälen. 
Der Architekt Rudolf von Horstig wurde mit dem Entwurf des Gebäudes beauftragt. Der neubarock gestaltete Bau entstand von 1892 bis 1896.
Am 28. Oktober 1896 wurden die Alte Universität, in der heute die Dolmetscher Schule ist, an die Bibliothek und das kunstgeschichtliche Museum übergeben und die Neue Universität eingeweiht. Die Figurengruppe des Münchner Bildhauers Hubert Netzer, die über dem Eingang der Neuen Universität angebracht ist, wurde wegen einer Verzögerung erst später platziert.
Das Gebäude erhielt von dem Senat den Namen „Neue Universität“, da in dem damals neuen Gebäude das Kollegienhaus, Hauptgebäude der Universität mit allen Amtsräumen und Hörsäle für die theologische, juristische und philosophische Fakultät Platz finden sollten.
Nach der Zerstörung des Gebäudes im Zweiten Weltkrieg wurde es in vereinfachter Gestaltung wiederaufgebaut.

### Der Zweite Weltkrieg
Am Abend des 16. März 1945 wurde die Neue Universität, ebenso wie die restliche Stadt, durch einen Bombenangriff zerstört. Die Figur des Prometheus wurde enthauptet. Im Sommer 1945 begannen die Aufräum- und Wiederaufbauarbeiten durch freiwillige Helfer. Ab Herbst 1946 wurde der Lehrbetrieb behelfsmäßig auf der Baustelle wiederaufgenommen. Das Audimax sollte nicht in seiner ursprünglichen Form mit Marmorsäulen und Stuck wiedererrichtet werden, sondern in einem rein zweckmäßigen Stil.

### Vierter Flügel
1960 übergab das Universitätsbauamt die Neue Universität offiziell an die Universität.
Wegen erneut stark anwachsender Studentenzahlen musste Platz geschaffen werden. Zusätzlich zu der Grundsteinlegung des ersten Gebäudes des Campus am Hubland sollte auch das Hauptgebäude erweitert werden. Neben einigen anderen Vorschlägen entschied man sich für den Anbau eines vierten Flügels, der zusammen mit den drei Flügeln des Altbaus, in der Mitte eine große Halle, den heutigen Lichthof, ergeben sollte. Der vierte Flügel bietet heute den Büros der Lehrstühle der wirtschaftswissenschaftlichen Fakultät Platz.
Das Haupttreppenhaus, das im Zweiten Weltkrieg zwar beschädigt, aber nicht gänzlich zerstört wurde, musste dem Anbau weichen. Die Umbaumaßnahmen fanden von 1966 bis 1973 statt. Im Oktober 1970 fand das Richtfest für den neuen Anbau der Neuen Universität statt.

### Heutige Nutzung
Die Neue Universität ist jeher Hauptgebäude der Julius-Maximilians-Universität, trotz der Errichtung des Campus am Hubland.
Seit der Gründung der Wirtschaftswissenschaftlichen Fakultät 1968 befinden sich in der Neuen Universität Vorlesungs-, Seminar- und Verwaltungsräume, sowie die Teilbibliothek Wirtschaft. Das Audimax bietet rund 424 Plätze. Der damalige Turnsaal ist heute die Cafeteria.
In einem früheren Hörsaal im ersten Stock befindet sich jetzt das Dienstzimmer des Universitätspräsidenten.

## Baustil
Das Universitätsgebäude ist ein dreigeschossiger Monumentalbau mit Mittelpavillon und Seitenflügeln mit Eckrisaliten und reicher Sandsteinquadergliederung und einer Attika im Stil des Neobarock.
Der Architekt Rudolf von Horstig wurde mit dem Bau beauftragt. Ab 1892 gehörte er dem Vorstand der königlichen Universitätsbauinspektion an.
Zwei Büsten sind an der Fassade über dem Haupteingang angebracht. Eine zeigt den zweiten Universitätsgründer und Fürstbischof Julius Echter, die zweite den Prinzregenten Luitpold von Bayern. Eine Büste des Erstgründers Fürstbischof Johann von Egloffstein ist über dem Seiteneingang angebracht. Das Gebäude war ursprünglich asymmetrisch und erhielt durch einen Anbau von 1915–1918 erst gleich große Seitenflügel.

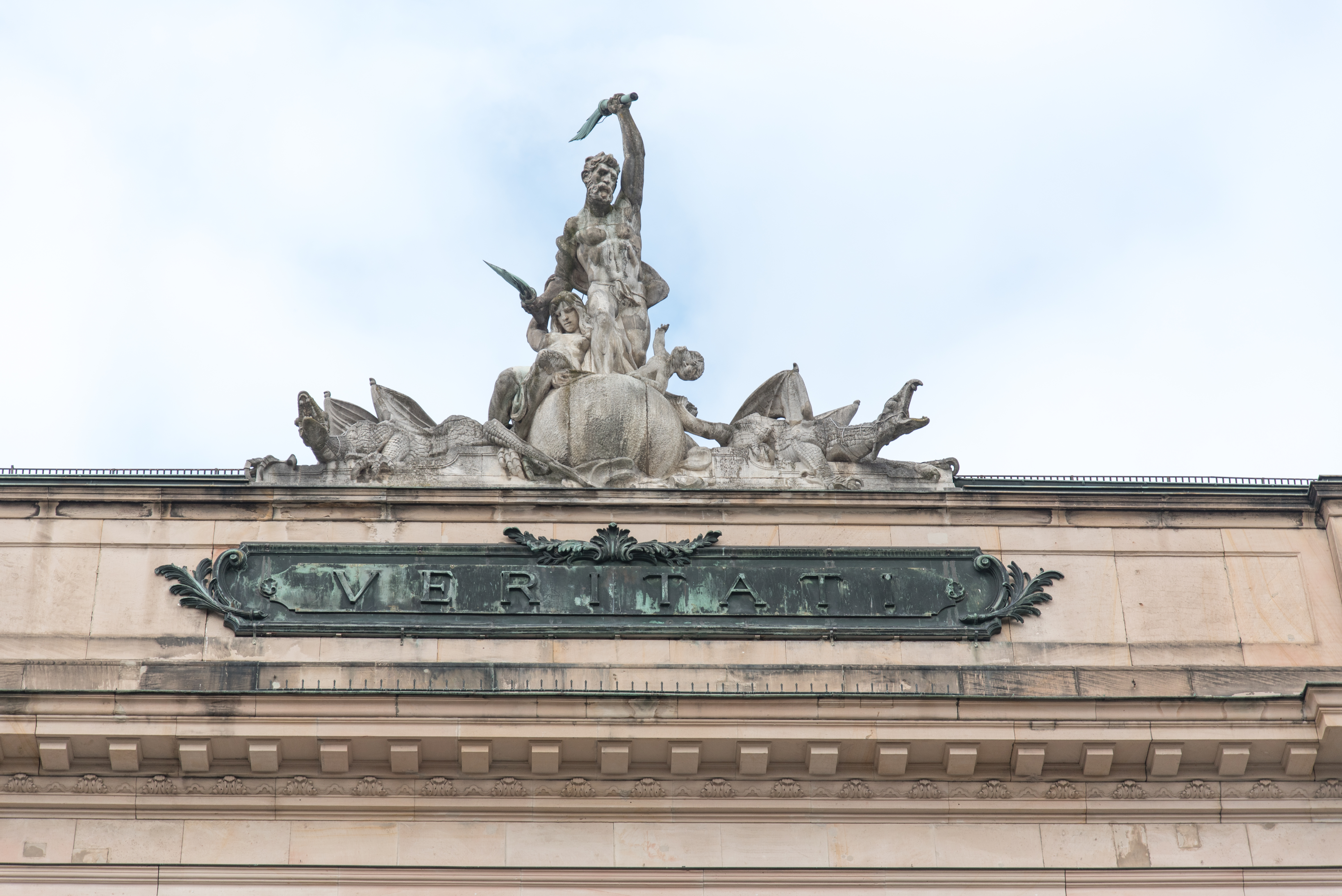
Prometheus

### Prometheus
Die Figurengruppe über dem Haupteingang der Neuen Universität zeigt das Werk von Bildhauer Hubert Netzer, der die damalige Ausschreibung mit seinem Entwurf gewann. Sie zeigt Prometheus, der die Fackeln des geistigen Fortschritts hochhält, gegen die finsteren Mächte der Unwissenheit und Rohheit, für Wahrheit und Recht. Auf der Bronzetafel unter der Figur steht die Inschrift „Veritati“ (bedeutet so viel wie „der Wahrheit sollte das Haus geweiht sein“ oder „Der Wahrheit verpflichtet“). Der damalige Rektor der Universität und Theologe Herman Schell entschied sich für dieses Motto.

### Moderne Plastiken im Lichthof
Nachdem der Anbau des vierten Flügels 1970 vollendet war, wurde der Lichthof mit modernen Plastiken gestaltet. Im Ost- und Westseite des Lichthofes kann man Adam und Eva gegenüberliegend dem Baum der Erkenntnis sehen. Ebenfalls stehen sich das historische Siegel der Universität und das bayrische Staatswappen gegenüber. Zudem ist ein Porträt in Stein von Julius Echter von dem Würzburger Bildhauer Helmuth Weber sowie ein Mobile, das die Weltkugel und die Stadt Würzburg darstellen soll, angebracht worden.